# WS-Addressing
A WS-Addressing vagy Web Services Addressing egy átvitel-semleges módszer webszolgáltatások közötti címzési információk cseréjére. Alapvetően két részből áll: egy struktúrából, ami a Web-szolgáltatás végpontjának referenciáit írja le, valamint címzési tulajdonságokból (Message Addressing Properties), ami az egyes üzenetek címzési információit tartalmazza.

## Leírás
A WS-Addressing egy szabvány arra, miképp kell útvonal információkat tenni SOAP fejlécekbe. Ahelyett, hogy a hálózati réteg útvonalválasztási mechanizmusaira támaszkodnánk, saját kézbesítési adatokat használhatunk szabványos SOAP fejlécben. A hálózati réteg feladata csak annyi marad, hogy kézbesítse a WS-Addressing adatokat tartalmazó csomagot. Ha ez a csomag megérkezik a megadott címzettnek, a hálózati rétegnek nincs további feladata.
A WS-Addressing támogatja az aszinkron interakciókat is a wsa:ReplyTo SOAP fejléc  segítségével, ami tartalmaz egy végpont-referenciát (Endpoint reference, EPR), amire  a válasz kerül kiküldésre. A válasz üzenet egy külön csatornán kerül küldésre a végpontnak, így a SOAP üzenetek élettartama különbözik a HTTP protokollban meghatározott értékektől, lehetővé téve a hosszan futó interakciókat is.

## Végpont referenciák
A Végpont Referencia (Endpoint Reference, EPR)  XML alapú adat, ami a webszolgáltatásoknak küldött üzenetek címzését segíti. Tartalmazza az üzenet célállomásának címét, további paramétereket ami az üzenet routeolásához szükséges, valamint egyéb opcionális adatokat, mint például a webszolgáltatás WSDL-jét.

## Címzési tulajdonságok
A címzési tulajdonságok írják le az üzenetek kézbesítéséhez szükséges címzési információkat 
- Üzenet célállomás URI
- Forrás végpont—az üzenetet küldő szolgáltatás végpontja (EPR)
- Válasz végpont—a végpont, ahova a választ kell küldeni (EPR)
- Hiba végpont—a végpont, ahova hiba esetén üzenetet kell küldeni (EPR)
- Akció—az üzenet szemantikáját leíró adat URI
- Egyedi üzenet azonosító URI
- Kapcsolat az előző üzenetekkel (URI-párok)

## Története
A WS-Addressing fejlesztésében a Microsoft, IBM, BEA, Sun, és a SAP vett részt és adták be a  W3C-hez szabványosításra. A W3C WS-Addressing Munkacsoport kiegészítette és finomított rajta a szabványosítás során.
A WS-Addressing szabvány jelenleg három részből áll:
- Alap specifikáció a végpont referenciák és címzési tulajdonságok leírására
- Végpont referenciák és címzési tulajdonságok kapcsolata a SOAP-al.
- A Metaadat specifikáció írja le, hogy az egyes tulajdonságok az  Alap specifikációban hogyan vannak leírva WSDL-el, miképp kell WSDL  metaadatokat rendelni a végpont referenciákhoz, valamint miképp használható a WS-Policy a WS-Addressing támogatásához.

## Fordítás
Ez a szócikk részben vagy egészben  a   WS-Addressing című angol Wikipédia-szócikk ezen változatának fordításán alapul.  Az eredeti cikk szerkesztőit annak laptörténete sorolja fel. Ez a jelzés csupán a megfogalmazás eredetét és a szerzői jogokat jelzi, nem szolgál a cikkben szereplő információk forrásmegjelöléseként.